# Rat King (album)
Rat King è il secondo album studio del gruppo death metal svedese As You Drown. Pubblicato il 7 ottobre 2011 e distribuito dall'etichetta Metal Blade Records, l'album è stato mixato e masterizzato da Plec al Panic Room Studio di Skövde, in Svezia, a luglio del 2011. L'artwork è di Mark Riddick e Sven de Caluwe.

## Tracklist
1. Conqueror – 5:13
2. Slaves to the Kingdom of Fear – 4:22
3. You Should Be Paranoid – 4:05
4. Rabid Wolves In Sheep's Clothing – 4:46
5. Your Loyal Betrayer – 3:34
6. The Coming – 1:54
7. The Nothing – 5:19
8. Bleeding Structure – 4:02
9. Cleansing Hands – 5:37

Durata totale: 38:52

## Formazione
As You Drown
- Henrik Blomqvist - voce
- Mikael Åkerström - chitarra
- Simon Exner - chitarra
- Robert Karlsson - basso
- Martin Latvala - batteria

Produzione
- Mixato e masterizzato da Plec
- Artwork di Mark Riddick e Sven de Caluwe